# 阪南市
阪南市（日语：／ Hannan shi */?）是位於大阪府西南部的城市，為大阪府轄下最南端的城市，距離大阪市中心約45公里，但距離相鄰的和歌山市區僅10公里。

## 人口
| 阪南市人口分布圖 |                                               |  |
| 阪南市與日本全國年齡別人口分布比較圖 （2005年資料） | 阪南市的年齡、男女別人口分布圖 （2005年資料） |  |
| ■紫色是阪南市 ■綠色是全国 | ■藍色是男性 ■紅色是女性                       |  |
| 阪南市人口變化 \| 1970年 \| 28,322人 \| \| \| 1975年 \| 37,381人 \| \| \| 1980年 \| 42,612人 \| \| \| 1985年 \| 49,640人 \| \| \| 1990年 \| 54,073人 \| \| \| 1995年 \| 55,625人 \| \| \| 2000年 \| 58,193人 \| \| \| 2005年 \| 57,616人 \| \| \| 2010年 \| 56,646人 \| \| \| 2015年 \| 54,276人 \| \| \| 2020年 \| 51,254人 \| \| |                                               |  |
| 資料來源：日本總務省統計中心提供之人口普查數據 |                                               |  |
| 1970年 | 28,322人                                      |  |
| 1975年 | 37,381人                                      |  |
| 1980年 | 42,612人                                      |  |
| 1985年 | 49,640人                                      |  |
| 1990年 | 54,073人                                      |  |
| 1995年 | 55,625人                                      |  |
| 2000年 | 58,193人                                      |  |
| 2005年 | 57,616人                                      |  |
| 2010年 | 56,646人                                      |  |
| 2015年 | 54,276人                                      |  |
| 2020年 | 51,254人                                      |  |

## 歷史
現在的阪南市範圍在令制國時代屬於和泉國日根郡鳥取鄉，在平安時代京都的上賀茂神社曾在此設有莊園「筥作莊」，河內觀心寺也曾設有「鳥取莊」。
在江戶時代大部分區域成為幕府直屬的領地，另有少部分區域屬於三上藩和土浦藩；1871年廢藩置縣後，先後被整併至堺縣，但在1881年再度被併入大阪府。1889年實施町村制，現在的阪南市轄區在當時分屬尾崎村、東鳥取村、西鳥取村、下莊村4個行政區劃；尾崎村先於1939年改制為尾崎町，後由於1956年與下莊村、西鳥取村合併為南海町，1972年南海町又與東鳥取村改制後的東鳥取町合併為阪南町，阪南町最後在1991年升格為現在的阪南市，也是目前為止大阪府轄下最後一個成立的市級行政區劃。
1980年代，大阪府配合關西國際空港的新建，在大阪府南部規劃了多個新市鎮，在阪南市境內也規劃了面積約170公頃的阪南天空鎮。

### 變遷表
| 1889年4月1日 | 1889年 - 1926年 | 1926年 - 1944年     | 1945年 - 1954年     | 1955年 - 1988年            | 1955年 - 1988年             | 1989年 - 現在        | 現在                 |
| ------------ | --------------- | ------------------- | ------------------- | -------------------------- | --------------------------- | -------------------- | -------------------- |
| 尾崎村       | 尾崎村          | 1939年6月1日 尾崎町 | 1939年6月1日 尾崎町 | 1956年9月30日 合併為南海町 | 1972年10月20日 合併為阪南町 | 1991年10月1日 阪南市 | 1991年10月1日 阪南市 |
| 下莊村       |                 |                     |                     | 1956年9月30日 合併為南海町 | 1972年10月20日 合併為阪南町 | 1991年10月1日 阪南市 | 1991年10月1日 阪南市 |
| 西鳥取村     |                 |                     |                     | 1956年9月30日 合併為南海町 | 1972年10月20日 合併為阪南町 | 1991年10月1日 阪南市 | 1991年10月1日 阪南市 |
| 東鳥取村     | 東鳥取村        | 東鳥取村            | 東鳥取村            | 1960年11月1日 東鳥取町     | 1972年10月20日 合併為阪南町 | 1991年10月1日 阪南市 | 1991年10月1日 阪南市 |

## 交通
南海電氣鐵道南海本線自西北側沿著海岸線通過轄內，西日本旅客鐵道阪和線則自東側往南通過轄內山區，進入和歌山；兩條鐵路往北接通往大阪市、堺市，往南也都會接往和歌山市。轄內主要車站則為位於北部屬於的南海本線尾崎車站。

### 鐵路
- 南海電氣鐵道
  -  南海本線：（←泉南市） - 尾崎車站 - 鳥取之莊車站 - 箱作車站 - （岬町→）
- 西日本旅客鐵道
  -  阪和線：（←泉南市） - 和泉鳥取車站 - 山中溪車站 - （和歌山市）

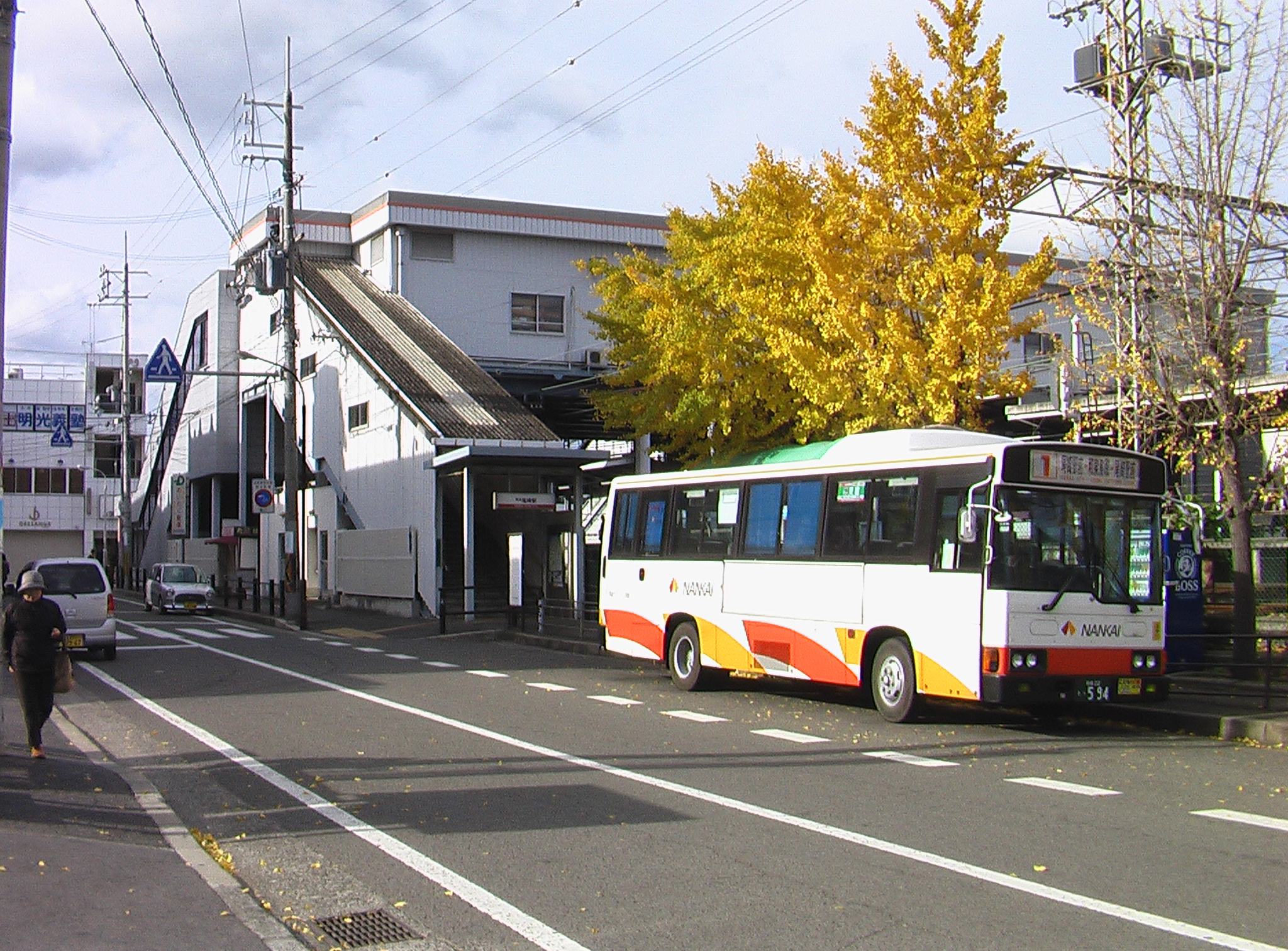
尾崎車站
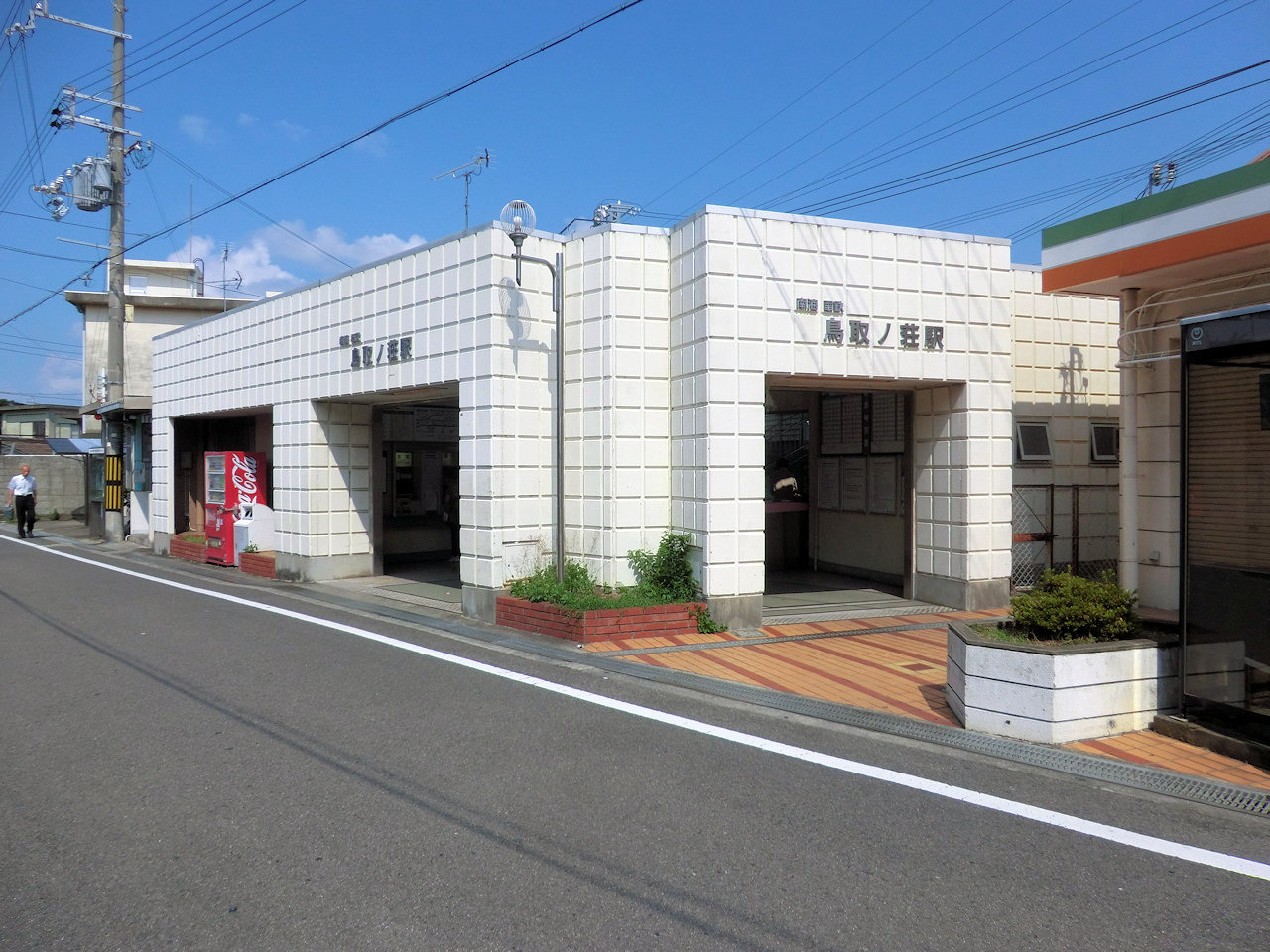
鳥取之莊車站
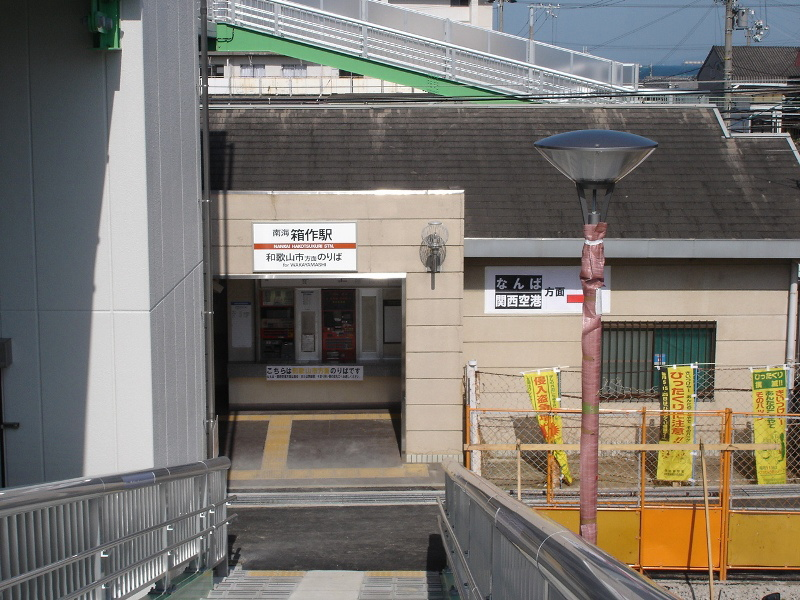
箱作車站
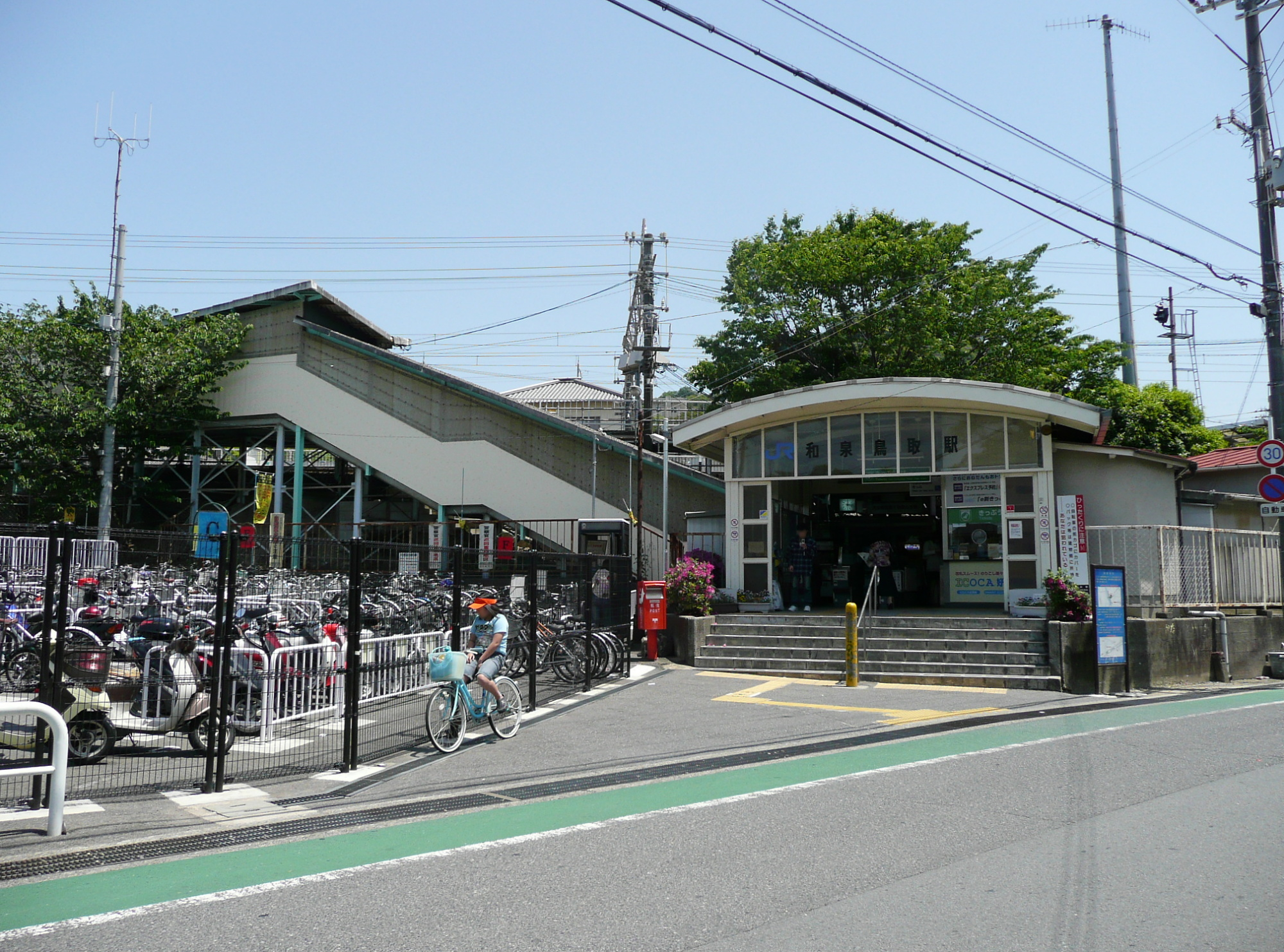
和泉鳥取車站
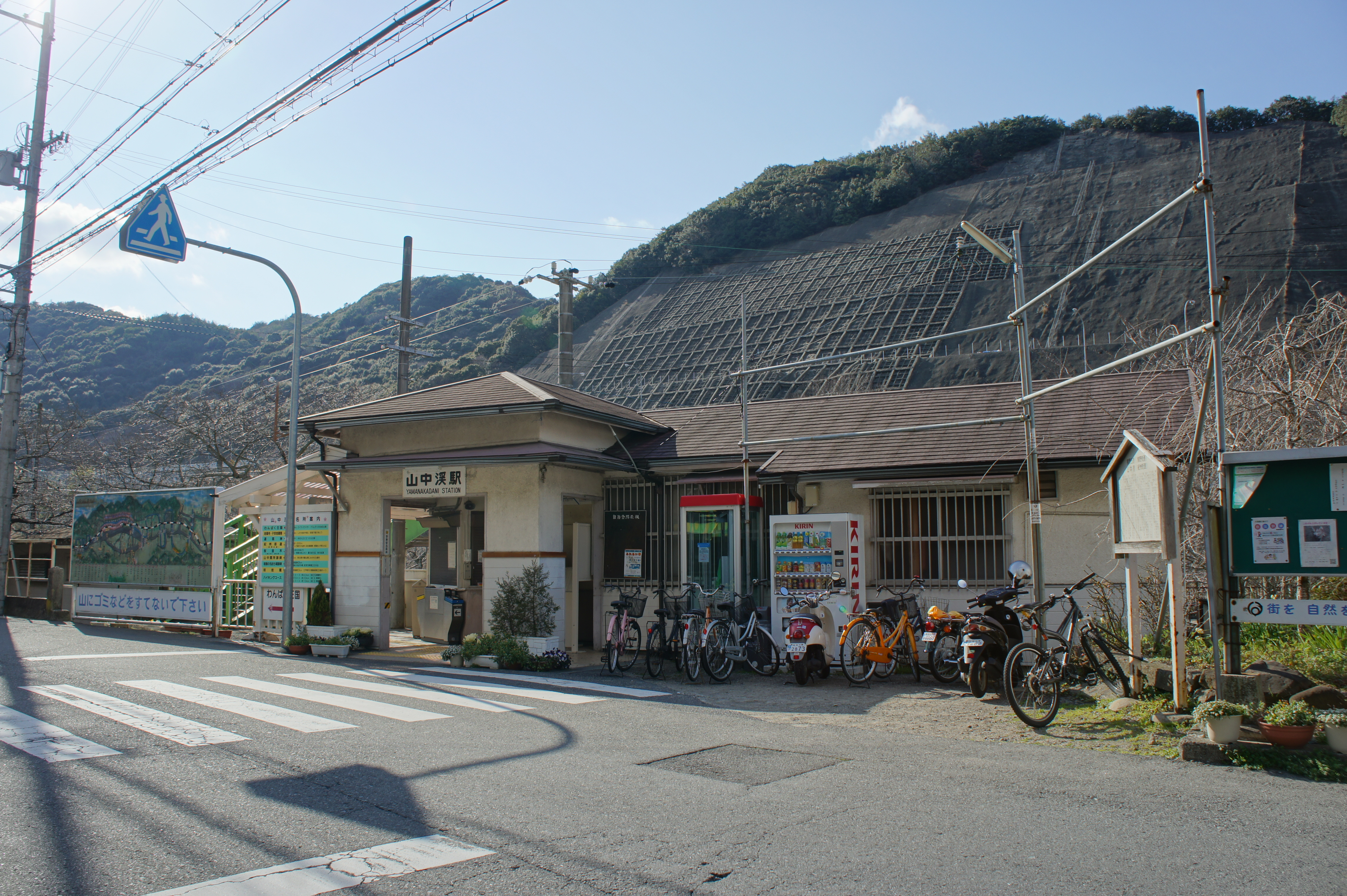
山中溪車站

### 道路
高速道路
- 阪和自動車道：（泉南市） - 阪南交流道 - （和歌山市）

## 本地出身之名人
- 塚地武雅：搞笑藝人及演員

## 外部連結
- （日語） 阪南市政府的Facebook專頁
- （日語） 阪南市政府的X（前Twitter）
- （日語） 阪南生活的Instagram帳戶